# Saint-Pellerin (Eure-et-Loir)
Saint-Pellerin település Franciaországban, Eure-et-Loir megyében. Lakosainak száma 342 fő (2018. január 1.). Saint-Pellerin Courtalain, Le Poislay és Boisgasson községekkel határos.

## Népesség
A település népessége az elmúlt években az alábbi módon változott:
| Lakosok száma | 368  | 320  | 305  | 316  | 319  | 355  | 346  | 341  | 338  | 342  |
|               | 1968 | 1975 | 1982 | 1990 | 1999 | 2011 | 2013 | 2015 | 2017 | 2018 |